# الرياضة في داغستان

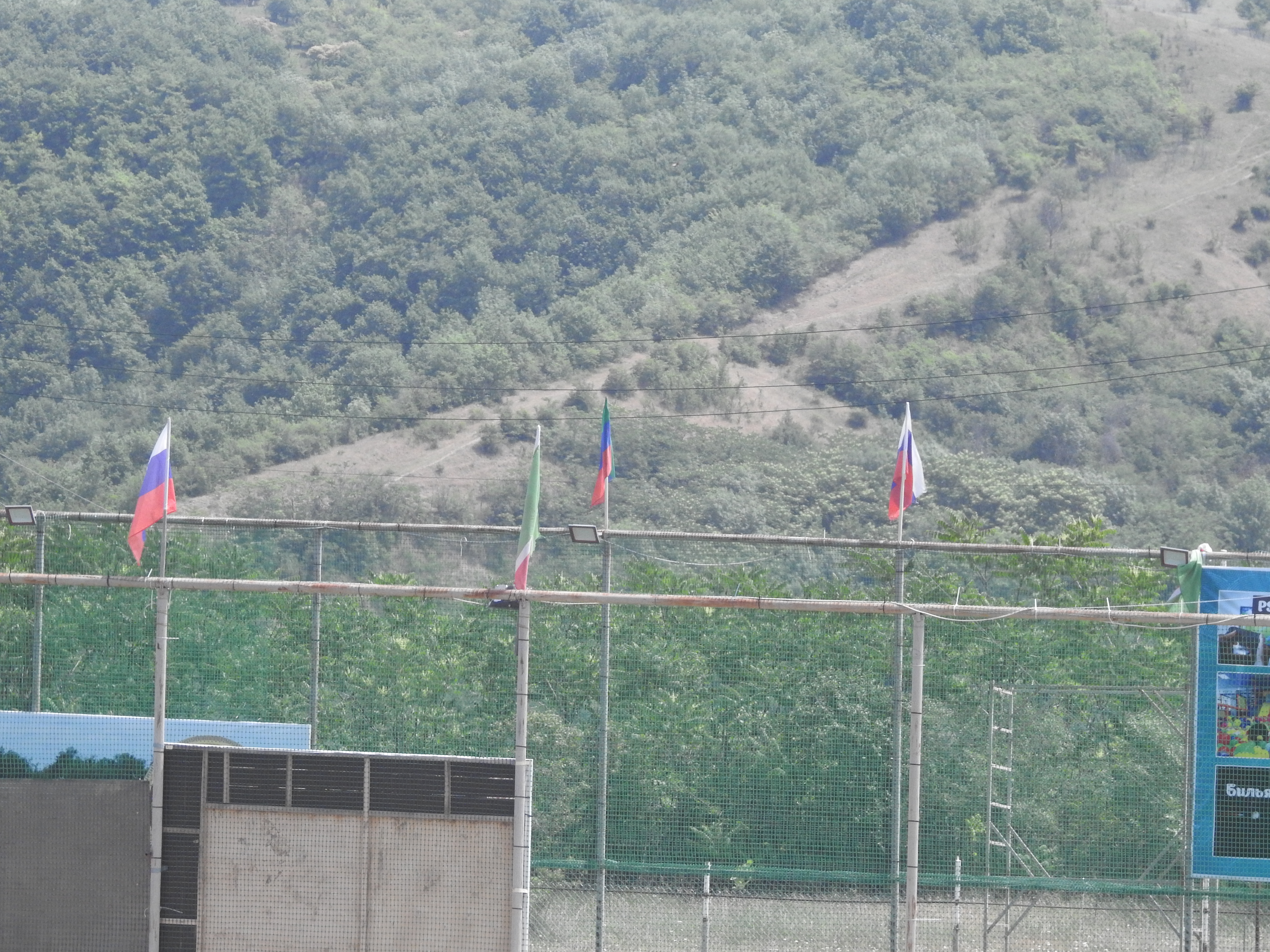
أوخوفسكايا أبدية في داغستان

الرياضة في داغستان تطورت منذ العصور القديمة بأشكالها وأنواعها المختلفة.

## الرياضة في داغستان بعد الثورة
في العشرينيات من القرن العشرين، بدأت الرياضة تتطور بشكل ملخوظ في الجمهورية، منها: رياضات القتال (كالمصارعة الحرة والملاكمة ومبارزة سيف الشيش والجودو) والرياضة (ككرة القدم وكرة طائرة وكرة اليد وكرة السلة).

### المصارعة
أهم النوع من فنون القتال في داغستان هو المصارعة الحرة، التي لقيت إقبالا كبيرا من أبناء داغستان منذ عدة قرون. وكان غالبا ما تعقد المسابقات لمصارعة الحرة في مناسبات وعطلات مختلفة.
أول مشاركة لرياضيي داغستان في الساحة الدولية تعود إلى الخمسينيات من القرن العشرين.
وكان أول بطل العالم من داغستان علي علييف في عام 1959. وبعده في أوقات مختلفة فاز علي علييف في 4 منتديات دولية أخرى (في أعوام 1961، 1962، 1966، 1967) ومرة واحدة اكتفى بميدالية فضية وذلك في 1963. وفاز علي علييف بطولة الامم الأوروبية في عام 1968.
وكان أول بطل أوروبا من داغستان يوري شاخمرادوف عام 1966. وهو أيضا بطل العالم في 1970م. و3 مرات بطل أوروبا (1966 و1967 و1969).
أول البطل الأولمبي في المصارعة الحرة في داغستان وشمال القوقاز ككل أصبح زغلاف عبد البيكوف في عام 1972م.
| الرقم التسلسلي | الرياضي           | أولمبياد             | أولمبياد         | أولمبياد            | بطولة العالم                           | بطولة العالم     | بطولة العالم        | بطولة أوروبا                           | بطولة أوروبا     | بطولة أوروبا        |
| الرقم التسلسلي | الرياضي           | بطل                  | الميدالية الفضية | الميدالية البرونزية | بطل                                    | الميدالية الفضية | الميدالية البرونزية | بطل                                    | الميدالية الفضية | الميدالية البرونزية |
| 1              | بوفايسار سايتيف   | 3 — 1996، 2004، 2008 | 0                | 0                   | 6 — 1995، 1997، 1998، 2001، 2003، 2005 | 0                | 0                   | 6 — 1996، 1997، 1998، 2000، 2001، 2006 | 0                | 0                   |
| 2              | موليت بتيروف      | 2 — 2004، 2008       | 0                | 0                   | 1 — 2006                               | 0                | 1 — 2007            | 1 — 2006                               | 0                | 1 — 2003            |
| 3              | فلاديمير يومين    | 1 — 1976             | 0                | 0                   | 4 — 1974، 1976، 1977، 1979             | 1 — 1975         | 1 — 1973            | 3 — 1975، 1976، 1977                   | 0                | 0                   |
| 4              | آدم سايتييف       | 1 — 2000             | 0                | 0                   | 2 — 1999، 2002                         | 0                | 0                   | 3 — 1999، 2000، 2006                   | 0                | 1 — 1998            |
| 5              | زغلاف عبد البيكوف | 1 — 1972             | 0                | 0                   | 2 — 1971، 1973                         | 0                | 1 — 1969            | 0                                      | 0                | 2 — 1969، 1976      |

### الملاكمة
كانت الملاكمة دائما منافسا رئيسيا للمصارعة الحرة، ولكن بسبب عدم وجود انتصارات كبيرة في الحلبة، فقد تقدمت المصارعة عليها.
جاء أول نجاح دولي كبير لملاكم من داغستان في عام 1985 عندما أصبح نور محمد شنوازوف بطلا أوروبيا. وهو أول بطل أوروبي في الجمهورية في الملاكمة. وهو أيضا حائز على الميدالية الفضية لكأس العالم في عام 1988 والميدالية البرونزية لكأس العالم في عام 1989م.
أول بطل العالم في الملاكمة في داغستان وشمال القوقاز أصبح تيمور غايدالوف في عام 1999. وهو أيضا بطل أوروبي ثاني في الجمهورية عام 2002 .
أول البطل الأولمبي في داغستان وشمال القوقاز أصبح غايداربيك غايداربيكوف في عام 2004م وهو بطل أوروبي ثالث في الجمهورية لعام 2004.
| الرقم التسلسلي | الرياضي               | أولمبياد | أولمبياد         | أولمبياد            | بطولة العالم | بطولة العالم     | بطولة العالم        | بطولة أوروبا | بطولة أوروبا     | بطولة أوروبا        |
| الرقم التسلسلي | الرياضي               | بطل      | الميدالية الفضية | الميدالية البرونزية | بطل          | الميدالية الفضية | الميدالية البرونزية | بطل          | الميدالية الفضية | الميدالية البرونزية |
| 1              | غايداربيك غايداربيكوف | 1 — 2004 | 1 — 2000         | 0                   | 0            | 0                | 0                   | 1 — 2004     | 0                | 0                   |

### مبارزة سيف الشيش
هذا النوع من الرياضة تقليدي لشعوب داغستان، وإن كانت لم تكتسب شعبيتها إلا في أعوام 1950 - 1980م. أبرز لاعب في داغستان في هذا النوع الرياضي فلاديمير نازليموف.
| الرقم التسلسلي | الرياضي           | أولمبياد             | أولمبياد         | أولمبياد            | بطولة العالم                                                    | بطولة العالم     | بطولة العالم        | بطولة أوروبا | بطولة أوروبا     | بطولة أوروبا        |
| الرقم التسلسلي | الرياضي           | بطل                  | الميدالية الفضية | الميدالية البرونزية | بطل                                                             | الميدالية الفضية | الميدالية البرونزية | بطل          | الميدالية الفضية | الميدالية البرونزية |
| 1              | فلاديمير نازليموف | 3 — 1968، 1976، 1980 | 2 — 1972، 1976   | 1 — 1972            | 10 — 1967، 1968، 1970، 1971، 1974، 1975، 1975، 1977، 1979، 1979 | 3                | 2                   | -            | -                | -                   |

### الجودو
الجودو لديها تاريخ قصير بالنسبة للمصارعة والملاكمة.
أول بطل الأوروبي وأول بطل العالم من داغستان هو طاهر حبيب الله يف. وهو أيضا بطل أولمبي ثاني في الجمهورية لعام 2012 م.
البطل الأولمبي الأول في الجودو من داغستان أصبح منصور عيسى يف عام 2012 م.
| الرقم التسلسلي | الرياضي           | أولمبياد | أولمبياد         | أولمبياد            | بطولة العالم | بطولة العالم     | بطولة العالم        | بطولة أوروبا | بطولة أوروبا     | بطولة أوروبا        |
| الرقم التسلسلي | الرياضي           | بطل      | الميدالية الفضية | الميدالية البرونزية | بطل          | الميدالية الفضية | الميدالية البرونزية | بطل          | الميدالية الفضية | الميدالية البرونزية |
| 1              | طاهر حبيب الله يف | 1 — 2012 | 0                | 0                   | 1 — 2011     | 0                | 0                   | 1 — 2009     | 1 — 2012         | 0                   |
| 2              | منصور عيسى يف     | 1 — 2012 | 0                | 0                   | 0            | 0                | 1 — 2009            | 0            | 0                | 1 — 2010            |

### كرة القدم
رمز كرة القدم الداغستاني هو نادي «أنجي».